# Округ Тремпело (Висконсин)
Тремпело (енгл. Trempealeau County) је округ у америчкој савезној држави Висконсин.

## Демографија
По попису из 2010. године број становника је 28.816, што је 1.806 (6,7%) становника више него 2000. године.
| Група             | 2000.          | 2010.          |
| Белци             | 26.546 (98,3%) | 26.774 (92,9%) |
| Афроамериканци    | 35 (0,1%)      | 62 (0,2%)      |
| Азијати           | 36 (0,1%)      | 123 (0,4%)     |
| Хиспаноамериканци | 240 (0,9%)     | 1.667 (5,8%)   |
| Укупно            | 27.010         | 28.816         |